# Höflein an der Hohen Wand
Höflein an der Hohen Wand è un comune austriaco di 912 abitanti nel distretto di Neunkirchen, in Bassa Austria. Tra il 1970 e il 1991 è stato accorpato al comune di Grünbach am Schneeberg.